# علي مقبل غثيم
علي مقبل غثيم، سياسي وبرلماني وعسكري يمني ومن مؤسسي حزب المؤتمر الشعبي العام في اليمن. شغل عدد من المناصب السياسية الرفيعة، منها عضو هيئة رئاسة مجلس النواب وأمين عام مجلس الشورى (1988-1990).

## المناصب التي شغلها

### شغل غثيم والذي يحمل رتبة اللواء عدد من المناصب الرفيعة، منها:[1][2][3][4]
- خدم في سلاح المشاة بعد قيام الثورة اليمنية 26 سبتمبر عام 1962
- رئيس فرع الأمن الوطني (المخابرات العامة) في تعز
- رئيس الجهاز المركزي للرقابة والمحاسبة.
- عضو وأمين عام مجلس الشورى (1988-1990).
- عضو هيئة رئاسة مجلس النواب مايو 1990-مايو 1993.

كما يعتبر غثيم من رواد الحركة التعاونية في اليمن خلال عقد السبعينيات من القرن الماضي.

### ومن المناصب التنظيمية التي شغلها غثيم:[6][7]
- عضو اللجنة الدائمة للمؤتمر الشعبي العام والمشرف العام على تشكيل فرع المؤتمر الشعبي العام في محافظة الحديدة في أغسطس 1982.
- عضو اللجنة العامة لحزب المؤتمر الشعبي العام.
- شغل ولفترات متعاقبة رئاسة العديد من الدوائر المتخصصة بالأمانة العامة للحزب ومنها الدائرة السياسية والدائرة الاقتصادية والإدارة والخدمات، كما أسهم في استحداث دائرة جديدة تعنى بالرقابة التنظيمية كخطوة تحديثية للعملية التنظيمية لحزب المؤتمر حيث أسندت له رئاسة هذه الدائرة التي أصبحت لاحقا هيئة مستقلة للرقابة التنظيمية والتفتيش المالي.
- شارك في تمثيل المؤتمر في العديد من المؤتمرات والمباحثات الخارجية.

## الأوسمة والتكريم
مُنح ميدالية ودرع المؤتمر الشعبي العام من قبل الرئيس اليمني السابق علي عبد الله صالح في الذكرى الـ30 لتأسيس الحزب